# 2352 Kurchatov
2352 Kurchatov (1969 RY) là một tiểu hành tinh vành đai chính được phát hiện ngày 10 tháng 9 năm 1969 bởi L. Chernykh ở Nauchnyj.